# Gewog di Uzorong
Il gewog di Uzorong è uno dei quindici raggruppamenti di villaggi del distretto di Trashigang, nella regione Orientale, in Bhutan.